# Cornering Brake Control
Cornering Brake Control (CBC; deutsch Kurvenbremskontrolle) ist eine von BMW seit 1997 eingesetzte Fahrstabilitätshilfe beim Bremsen, die auf dem Antiblockiersystem aufbaut.
Beim Bremsen in Kurven sind durch die Zentripetalkraft die kurveninneren Räder entlastet. Dadurch kann es zum Überbremsen derselben und dem Eindrehen des Fahrzeugs in die Kurve kommen. Das System wirkt diesem Effekt entgegen, indem es beim Bremsen in Kurven den Bremsdruck für jedes Rad in Stärke und Ansprechgeschwindigkeit separat steuert. Für die Erkennung einer Kurvenfahrt nutzt es die Daten der ABS-Sensoren an den Rädern (die kurveninneren Räder drehen sich langsamer), greift aber auch schon unterhalb des ABS-Regelbereichs ein. Das Wirken der CBC ist außer durch ein allgemein sicheres Kurvenbremsverhalten weder mit noch ohne ABS-Einsatz eigenständig wahrnehmbar. 